# Dajenu

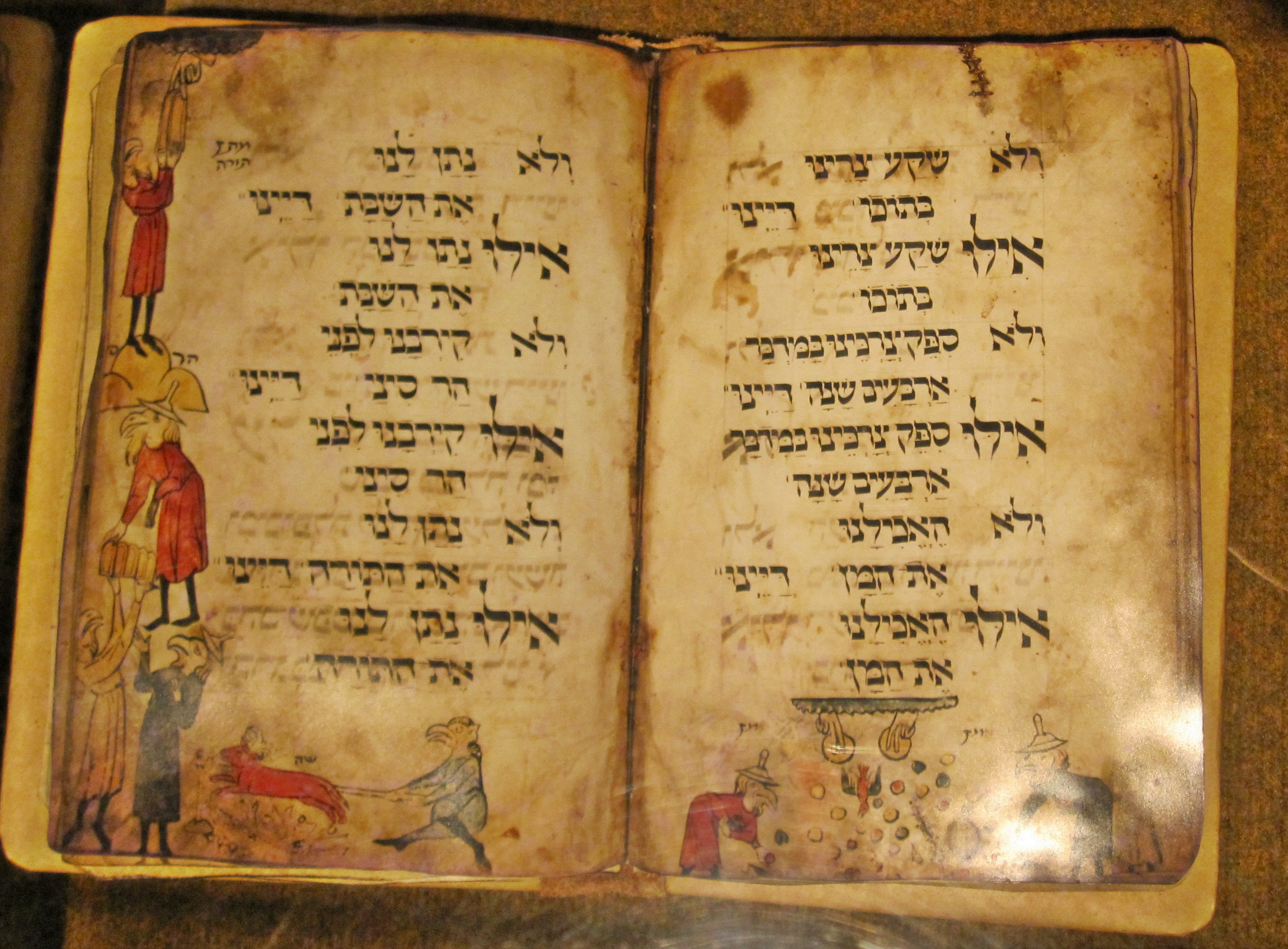
Dajenu in der Vogelkopf-Haggada, eine der ältesten, erhaltenen Haggadot aus Würzburg, ca. 1300. ANU – Museum des Jüdischen Volkes, Tel Aviv.

Dajenu (hebräisch דַּיֵּנוּ; englisch Dayenu) ist ein Lied, das am Sederabend des jüdischen Pessachfestes gesungen wird. Das Wort „dajenu“ kann man mit „es hätte uns genügt“ übersetzen. Dieses traditionelle Pessach-Lied ist über tausend Jahre alt. Der früheste vollständige Text des Liedes kommt in der ersten mittelalterlichen Haggada vor, die Teil des Seder Rav Amram aus dem neunten Jahrhundert ist. In dem Lied geht es darum, Gott für all die Wohltaten am jüdischen Volk zu danken, wie zum Beispiel die Befreiung aus der Sklaverei, die Gabe der Tora und des Schabbats. Es ist ein Loblied, mit dem ausgedrückt werden soll, dass „es uns genügt hätte“, wenn Er nur eine der Wohltaten vollbracht hätte. Es soll eine viel größere Wertschätzung für alle Wohltaten als Ganzes zeigen. Das Lied erscheint in der Haggada nach der Erzählung der Geschichte vom Auszug aus Ägypten und kurz vor der Erklärung von Pessach, Matze und Maror.

## Strophen
Dajenu besteht aus 15 Strophen, die die 15 Wohltaten Gottes darstellen. Die ersten fünf beinhalten die Befreiung der Juden aus der Sklaverei, die nächsten fünf beschreiben die Wunder, die er für sie bewirkte, und die letzten fünf für die Nähe zu Gott, die er ihnen schenkte. Die Strophen werden in der Regel vom Sänger/Vorbeter vorgetragen, können aber auch von allen Kundigen gesungen werden. Alle Anwesenden singen nach jeder Strophe das Wort „Dajenu“ (es hätte uns genügt). Der Refrain besteht nur aus diesem einen Wort, so dass jeder darin einstimmen kann. Teilweise wird es in einer Kurzfassung gesungen.

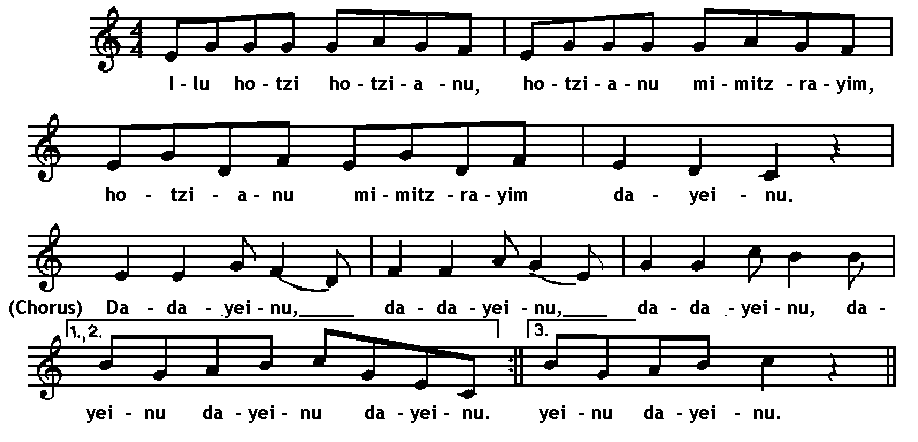
Die erste Zeile des Liedes, gefolgt vom Chorus

| Deutsch                                                                   | Transliteration                                | Hebräisch                      |
| ------------------------------------------------------------------------- | ---------------------------------------------- | ------------------------------ |
| Hätte Er uns aus Ägypten herausgeführt,                                   | Ilu hotzianu mimitzrayim,                      | אִלּוּ הוֹצִיאָנוּ מִמִּצְרָיִם             |
| aber keine Strafe über sie verhängt,                                      | v'lo asah bahem sch'fatim,                     | וְלֹא עָשָׂה בָּהֶם שְׁפָטִים              |
| es hätte uns genügt!                                                      | dajejnu!                                       | דַּיֵּנוּ                           |
|                                                                           |                                                |                                |
| Hätte Er Strafe über sie verhängt,                                        | Ilu asah bahem sch'fatim                       | אִלּוּ עָשָׂה בָּהֶם שְׁפָטִים              |
| aber ihre Götzen verschont,                                               | v'lo asah beloheichem,                         | וְלֹא עָשָׂה בֵּאלֹהֵיהֶם                |
| es hätte uns genügt!                                                      | dajejnu!                                       | דַּיֵּנוּ                           |
|                                                                           |                                                |                                |
| Hätte Er ihre Götzen zerstört,                                            | Ilu asah beloheichem,                          | אִלּוּ עָשָׂה בֵּאלֹהֵיהֶם                |
| aber ihre Erstgeborenen nicht getötet,                                    | v'lo harag et b'choreichem,                    | וְלֹא הָרַג אֶת בְּכוֹרֵיהֶם             |
| es hätte uns genügt!                                                      | dajejnu!                                       | דַּיֵּנוּ                           |
|                                                                           |                                                |                                |
| Hätte Er ihre Erstgeborenen getötet,                                      | Ilu harag et b'choreichem,                     | אִלּוּ הָרַג אֶת בְּכוֹרֵיהֶם             |
| hätte uns aber nicht ihr Vermögen gegeben,                                | v'lo natan lanu et mamonam,                    | וְלֹא נָתַן לָנוּ אֶת מָמוֹנָם           |
| es hätte uns genügt!                                                      | dajejnu!                                       | דַּיֵּנוּ                           |
|                                                                           |                                                |                                |
| Hätte Er uns ihr Vermögen gegeben,                                        | Ilu natan lanu et mamonam,                     | אִלּוּ נָתַן לָנוּ אֶת מָמוֹנָם           |
| uns aber das Meer nicht gespalten,                                        | v'lo kara lanu et hajam,                       | וְלֹא קָרַע לָנוּ אֶת הַיָּם             |
| es hätte uns genügt!                                                      | dajejnu!                                       | דַּיֵּנוּ                           |
|                                                                           |                                                |                                |
| Hätte Er uns das Meer gespalten,                                          | Ilu kara lanu et hajam,                        | אִלּוּ קָרַע לָנוּ אֶת הַיָּם             |
| uns aber nicht im Trockenen hindurchgeführt,                              | v'lo he'eviranu b'tocho becharavah,            | וְלֹא הֶעֱבִירָנוּ בְּתוֹכוֹ בֶּחָרָבָה&lem;   |
| es hätte uns genügt!                                                      | dajejnu!                                       | דַּיֵּנוּ                           |
|                                                                           |                                                |                                |
| Hätte Er uns im Trockenen hindurchgeführt,                                | Ilu he'eviranu b'tocho becharavah,             | אִלּוּ הֶעֱבִירָנוּ בְּתוֹכוֹ בֶּחָרָבָה        |
| unsere Feinde aber nicht darin ertrinken lassen,                          | v'lo schika tzareinu b'tocho,                  | וְלֹא שִׁקַע צָרֵינוּ בְּתוֹכוֹ            |
| es hätte uns genügt!                                                      | dajejnu!                                       | דַּיֵּנוּ                           |
|                                                                           |                                                |                                |
| Hätte Er unsere Feinde darin versinken lassen,                            | Ilu schika tzareinu b'tocho,                   | אִלּוּ שִׁקַע צָרֵינוּ בְּתוֹכוֹ            |
| hätte aber nicht vierzig Jahre für unsern Unterhalt in der Wüste gesorgt, | v'lo sipeik tzorkeinu bamidbar arba'im schana, | וְלֹא סִפֵּק צָרַכֵּנוּ בַּמִּדְבָּר אַרְבָּעִים שָׁנָה |
| es hätte uns genügt!                                                      | dajejnu!                                       | דַּיֵּנוּ                           |
|                                                                           |                                                |                                |
| Hätte Er vierzig Jahre für unsern Unterhalt in der Wüste gesorgt,         | Ilu sipeik tzorkeinu bamidbar arba'im schana,  | אִלּוּ סִפֵּק צָרַכֵּנוּ בַּמִּדְבָּר אַרְבָּעִים שָׁנָה |
| ohne uns mit Manna zu ernähren,                                           | v'lo he'echilanu et haman,                     | וְלֹא הֶאֱכִילָנוּ אֶת הַמָּן             |
| es hätte uns genügt!                                                      | dajejnu!                                       | דַּיֵּנוּ                           |
|                                                                           |                                                |                                |
| Hätte Er uns mit Manna ernährt,                                           | Ilu he'echilanu et haman,                      | אִלּוּ הֶאֱכִילָנוּ אֶת הַמָּן             |
| ohne uns den Schabbat zu geben,                                           | v'lo natan lanu et haschabbat,                 | וְלֹא נָתַן לָנוּ אֶת הַשַּׁבָּת            |
| es hätte uns genügt!                                                      | dajejnu!                                       | דַּיֵּנוּ                           |
|                                                                           |                                                |                                |
| Hätte Er uns den Schabbat gegeben,                                        | Ilu natan lanu et haschabbat,                  | אִלּוּ נָתַן לָנוּ אֶת הַשַּׁבָּת            |
| uns aber nicht an den Berg Sinai geführt,                                 | v'lo keirvanu lifnei har sinai,                | וְלֹא קֵרְבָנוּ לִפְנֵי הַר סִינַי         |
| es hätte uns genügt!                                                      | dajejnu!                                       | דַּיֵּנוּ                           |
|                                                                           |                                                |                                |
| Hätte Er uns an den Berg Sinai geführt,                                   | Ilu keirvanu lifnei har sinai,                 | אִלּוּ קֵרְבָנוּ לִפְנֵי הַר סִינַי         |
| uns aber nicht die Tora gegeben,                                          | v'lo natan lanu et hatorah,                    | וְלֹא נָתַן לָנוּ אֶת הַתּוֹרָה           |
| es hätte uns genügt!                                                      | dajejnu!                                       | דַּיֵּנוּ                           |
|                                                                           |                                                |                                |
| Hätte Er uns die Tora gegeben,                                            | Ilu natan lanu et hatorah,                     | אִלּוּ נָתַן לָנוּ אֶת הַתּוֹרָה           |
| uns aber nicht ins Land Israel gebracht,                                  | v'lo hichnisanu l'eretz yisra'eil,             | וְלֹא הִכְנִיסָנוּ לְאֶרֶץ יִשְׂרָאֵל         |
| es hätte uns genügt!                                                      | dajejnu!                                       | דַּיֵּנוּ                           |
|                                                                           |                                                |                                |
| Hätte Er uns ins Land Israel gebracht,                                    | Ilu hichnisanu l'eretz yisra'eil,              | אִלּוּ הִכְנִיסָנוּ לְאֶרֶץ יִשְׂרָאֵל         |
| uns aber nicht das Bejt Hamikdasch erbaut,                                | v'lo vanah lanu et beit hamikdasch,            | וְלֹא בָּנָה לָנוּ אֶת בֵּית הַמִּקְדָּשׁ       |
| es hätte uns genügt!                                                      | dajejnu!                                       | דַּיֵּנוּ                           |
|                                                                           |                                                |                                |